# Răchitoasa, Ialomița

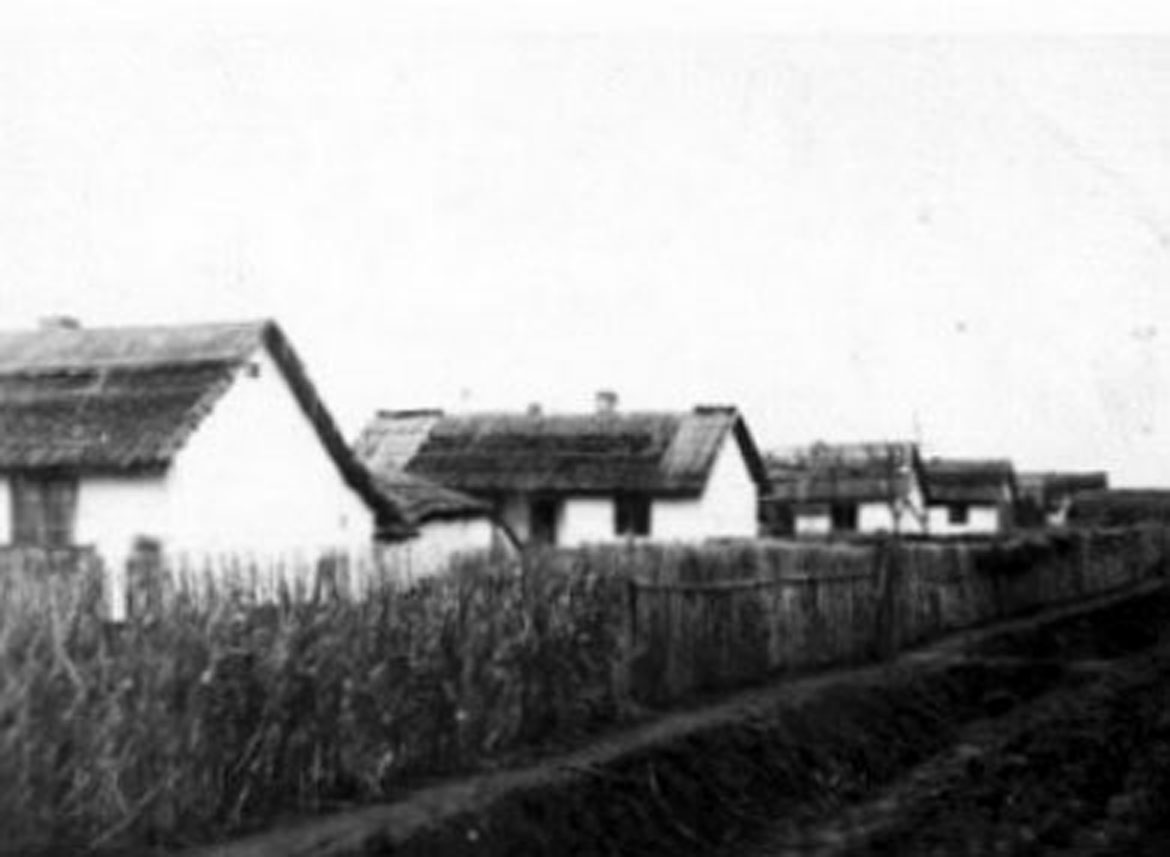
localitate numită inițial Giurgenii Noi, ulterior Răchitoasa

Răchitoasa este o fostă localitate din raionul Fetești. A aparținut de comuna Giurgeni. Numită inițial Giurgenii Noi, a luat ființă după 1951, fiind înființată în urma deportărilor în Bărăgan.